# Az Amerikai Virgin-szigetek az 1988. évi téli olimpiai játékokon
Az Amerikai Virgin-szigetek a kanadai Calgaryban megrendezett 1988. évi téli olimpiai játékok egyik részt vevő nemzete volt. Az országot az olimpián 3 sportágban 6 sportoló képviselte, akik érmet nem szereztek. Az Amerikai Virgin-szigetek először vett részt a téli olimpiai játékokon.

## Alpesisí
Női
| Versenyző    | Versenyszám            | 1. futam | 1. futam | 2. futam | 2. futam | Összesítés | Összesítés |
| Versenyző    | Versenyszám            | Idő      | Hely.    | Idő      | Hely.    | Idő        | Helyezés   |
| ------------ | ---------------------- | -------- | -------- | -------- | -------- | ---------- | ---------- |
| Seba Johnson | Óriás-műlesiklás       | 1:19,27  | 44.      | 1:29,94  | 28.      | 2:49,21    | 28.        |
| Seba Johnson | Szuperóriás-műlesiklás |          |          |          |          | kizárták   | kizárták   |

## Bob
| Versenyző                         | Versenyszám | 1. futam | 1. futam | 2. futam | 2. futam | 3. futam | 3. futam | 4. futam | 4. futam | Összesítés | Összesítés |
| Versenyző                         | Versenyszám | Idő      | Hely.    | Idő      | Hely.    | Idő      | Hely.    | Idő      | Hely.    | Idő        | Helyezés   |
| --------------------------------- | ----------- | -------- | -------- | -------- | -------- | -------- | -------- | -------- | -------- | ---------- | ---------- |
| John Reeve John Foster            | Kettes      | 1:01,11  | 38.      | 1:03,06  | 40.      | 1:04,14  | 39.      | 1:02,70  | 37.      | 4:11,01    | 38.        |
| Harvey Hook Christopher Sharpless | Kettes      | 1:01,05  | 37.      | 1:02,70  | 39.      | 1:03,42  | 36.      | 1:01,92  | 34.      | 4:09,09    | 35.        |

## Szánkó
| Versenyző      | Versenyszám | 1. futam | 1. futam | 2. futam | 2. futam | 3. futam | 3. futam | 4. futam | 4. futam | Összesítés | Összesítés |
| Versenyző      | Versenyszám | Idő      | Hely.    | Idő      | Hely.    | Idő      | Hely.    | Idő      | Hely.    | Idő        | Helyezés   |
| -------------- | ----------- | -------- | -------- | -------- | -------- | -------- | -------- | -------- | -------- | ---------- | ---------- |
| Anne Abernathy | Női egyes   | 47,106   | 15.      | 47,316   | 16.      | 47,742   | 17.      | 47,073   | 16.      | 3:09,237   | 16.        |